# Pleuroprion hystrix
Pleuroprion hystrix is een pissebed uit de familie Antarcturidae. De wetenschappelijke naam van de soort is voor het eerst geldig gepubliceerd in 1877 door Sars.